# Girón (kanton)
Girón – kanton w Ekwadorze, w prowincji Azuay. Stolicą kantonu jest Girón.